# ЦСКА (футбольный клуб, Ереван)
ЦСКА (арм. ԲԿՄԱ Երևան или арм. Բանակի Կենտրոնական Մարզական Ակումբ Երևան — Центральный Спортивный Клуб Армии; БКМА / BKMA Yerevan) — армянский футбольный клуб из города Ереван, основанный в 1948 году.

## Прежние названия
- 1948—1953: «Дом Офицеров» (ДО) Ереван
- 1951—1956: «Окружной Дом Офицеров» (ОДО) Ереван
- 1957—1959: «Спортивный Клуб Военного Округа» (СКВО) Ереван
- 1960—1991: «Спортивный Клуб Армии» (СКА) Ереван
- 1991—1997: «Центральный Спортивный Клуб Армии» (ЦСКА) Ереван

## История
В 1949 году команда ДО (Ереван) выигрывала Кубок Армянской ССР и в 1949 году приняла участие в Кубке СССР, сыграв 5 октября домашний матч против херсонского «Спартака» (1:3).
Дебютный сезон чемпионата Армении состоялся в 1994 году, когда команда завоевала бронзовые медали первой лиги и чуть транзитом не попала в высшую лигу. Следующий чемпионат был неофициальным, но команда, несмотря на этот нюанс провела сверх своих возможностей, о чём говорит итоговое 1-е место. Сезон-1995/96 команда закончила с малыми серебряными медалями, а в стыковом матче за выход в высшую лигу ЦСКА обыграл «Арагац» Гюмри со счётом 4:0. Дебютный сезон в высшей лиге начался с 7 поражений на старте, первый круг команда закончила с 1 победой и 10 поражениями. Второй круг начался с ничьей в игре с абовянским «Котайком», однако уже через несколько дней по решению руководство клуба ЦСКА был расформирован, команда была снята со всех соревнований.
В 2019 году клуб был возрождён усилиями министра обороны Армении Давида Тонояна. Главным тренером был назначен Рафаэль Назарян. В сезоне-2019/20 первой лиги команда заняла 4-е место, в сезоне-2020/21 — 2-е. 9 июля 2021 года на заседании исполкома Федерации футбола Армении ЦСКА был включён в число участников чемпионата Армении 2021/2022 годов, а фарм-клуб ЦСКА-2 был заявлен в Первую лигу Армении 2021/22.
В чемпионате 2021/22 команда заняла предпоследнее место и должна была сыграть матч за сохранение прописки, но благодаря снятию «Нораванка» команда избежала данного матча.
В следующем чемпионате ЦСКА вновь занял 9-е место, на этот раз опередив только снявшийся по ходу сезона «Севан». В первой лиге ЦСКА-2 занял 2-е место.

## Тренерский штаб
| Главный тренер             | Назарян Рафаэль  | Армения | 26 марта 1975 (50 лет)   |
| Ассистент главного тренера | Минасян Ваагн    | Армения | 25 апреля 1985 (40 лет)  |
| Ассистент главного тренера | Погосян Геворг   | Армения | 26 августа 1986 (38 лет) |
| Ассистент главного тренера | Манучарян, Эдгар | Армения | 19 января 1987 (38 лет)  |

## Текущий состав
| Номер | Игрок            | Страна                     | Позиция      |
| 1     | Арман Нерсесян   | Флаг Армении               | Вратарь      |
| 12    | Рафаел Манасян   | Армения                    | Вратарь      |
| 29    | Гор Матинян      | Флаг Армении               | Вратарь      |
| 2     | Норайр Никогосян | Флаг Армении               | Защитник     |
| 3     | Эрик Симонян     | Армения                    | Защитник     |
| 4     | Альберт Хачумян  | Флаг Армении               | Защитник     |
| 5     | Володя Самсонян  | Флаг Армении               | Защитник     |
| 6     | Аргишти Петросян | Флаг Армении               | Защитник     |
| 23    | Стёпа Мкртчян    | Флаг Армении               | Защитник     |
| 31    | Юрий Мартиросян  | Флаг Армении               | Защитник     |
| 34    | Мгер Канканян    | Флаг Армении               | Защитник     |
| 47    | Рубен Абраамян   | Флаг Армении               | Защитник     |
| 7     | Даниель Агбалян  | Флаг Армении · Флаг России | Полузащитник |
| 8     | Микаел Мирзоян   | Флаг Армении               | Полузащитник |
| 9     | Гор Лулукян      | Флаг Армении               | Полузащитник |
| 10    | Артур Григорян   | Флаг Армении               | Полузащитник |
| 11    | Нарек Алавердян  | Флаг Армении               | Полузащитник |
| 13    | Тигран Саргсян   | Флаг Армении               | Полузащитник |
| 14    | Гамлет Саргсян   | Флаг Армении               | Полузащитник |
| 17    | Арам Хамоян      | Флаг Армении               | Полузащитник |
| 18    | Мисак Акопян     | Флаг Армении               | Нападающий   |
| 20    | Давид Аршакян    | Флаг Армении · Россия      | Нападающий   |
| 22    | Геворг Тарахчян  | Флаг Армении               | Нападающий   |
| 26    | Гамлет Минасян   | Флаг Армении               | Нападающий   |
| 27    | Араик Елоян      | Флаг Армении               | Нападающий   |
| 30    | Греник Петросян  | Флаг Армении               | Нападающий   |
| 45    | Давид Акопян     | Флаг Армении               | Нападающий   |

## Клубные цвета
| Синий | Белый |

## Достижения
- Победитель Первой лиги (1): 1995
- Серебряный призёр Первой лиги (1): 1995/96, 2020/21
- Бронзовый призёр Первой лиги (1): 1994
- Обладатель Кубка Армянской ССР: 1948, 1949